# Cinara ozawai
Cinara ozawai är en insektsart som beskrevs av Inouye 1970. Cinara ozawai ingår i släktet Cinara och familjen långrörsbladlöss. Inga underarter finns listade i Catalogue of Life.